# Dmitar Zvonimir
Dmitar Zvonimir, Demetrius en latin, (?-20 avril 1089), duc puis roi de Croatie et de Dalmatie (1076-1089). Il est issu de la branche des Svetoslavić (Trpimirides de Slavonie) de la dynastie des Trpimirović.

## Biographie
Il fut d'abord au service d'Étienne Ier, puis de Petar Krešimir IV de Croatie, en tant que ban de Slavonie (1065). Petar Krešimir IV — dont il était le cousin à travers les Orseoli de Venise — le nomma, en 1074, « par la Grâce de Dieu duc de Croatie Dalmate ». Ce titre ne fit pas uniquement de Dmitar Zvonimir le gouverneur du nord de la Dalmatie mais aussi le principal conseiller du roi et son successeur. Petar Krešimir IV mourut peu après (1074) et Dmitar Zvonimir se déclara comme son successeur.
Toutefois, il dut faire face à Slavich ou Slavac (1074 à 1075 ou 1076) qui avait été élu par les nobles. Après avoir vaincu son adversaire et obtenu son indépendance vis-à-vis de l'Empire byzantin, son pouvoir fut reconnu par le pape Grégoire VII dont le légat - Gébison - le couronna « roi de Croatie et de Dalmatie » (regnum Dalmatiae et Chroatiae), le 8 octobre 1076, dans la basilique de Salone. En contrepartie, Dmitar Zvonimir s'engagea à être un fidèle sujet du pape, à aider fidèlement et à défendre l'Église, à donner chaque année un "présent" au pape, à s'opposer à la traite des hommes, à défendre les nécessiteux, les veuves et les orphelins.
Dès son arrivée au pouvoir, il établit sa capitale à Knin - qui est surnommée aujourd'hui "la ville de Zvonimir" - et s'attacha à résoudre le problème de l'organisation du pouvoir : il abolit l'esclavage, fixa le statut des villes qui avaient été sous domination vénitienne, introduisit la réforme grégorienne etc ...
Sur le plan externe, il continua la politique de ses prédécesseurs : expansion territoriale, alliance avec la papauté et confrontation avec l'Empire byzantin. En revanche et contrairement à eux, il assista les Normands dans leur lutte contre l'Empire Byzantin et Venise (1081 et 1085). Zvonimir aida à transporter leurs troupes à travers le détroit d'Otrante lors de l'occupation de Durazzo et des batailles le long des côtes albanaises et grecques. À cause de cela, les Byzantins cédèrent à Venise leurs droits sur la Dalmatie en 1085.
Le règne de Zvonimir est gravé dans la pierre de la stèle de Baška, le plus vieil écrit croate connu à ce jour, conservé au musée archéologique de Zagreb. On se souvient de ce règne comme d'une période pacifique et prospère, pendant laquelle les liens avec le Saint-Siège furent renforcés, à tel point que Rome accorda aux Croates le privilège unique d’employer dans la liturgie leur propre langue, écrite alors en caractères glagolitiques. Les titres de noblesse en Croatie imitèrent ceux utilisés dans le reste de l'Europe, avec comes et baron utilisés pour les župani et les courtisans, et vlastelin pour les hommes nobles.
Il existe plusieurs versions au sujet de la mort de Dmitar Zvonimir, survenue le 20 avril 1089. La version plus souvent admise est celle de Thomas, archidiacre de Split, selon laquelle Dmitar Zvonimir est décédé de mort naturelle. Un autre récit, par Dukljanin, dit qu'en 1089, le pape Urbain II, répondant à des supplications venant de Constantinople, contre les turcs seldjoukides et le désir de mettre fin au Grand schisme d'Orient, demandèrent à Dmitar Zvonimir, son plus fort allié dans les Balkans, d'aller aider militairement l'empereur de Constantinople contre les Turcs. Le roi convoqua le Sabor près de Knin pour mobiliser l'ost pour le compte du pape et de l'empereur mais la noblesse refusa de faire droit à sa demande et une rébellion éclata. Dmitar Zvonimir fut assassiné sur le champ où se tenait la réunion, à Kosovo (aujourd'hui Biskupija) près de Knin. Quoi qu'il en soit, sa mort marqua la disparition du pouvoir royal croate. En effet, il s'était marié, vers 1063, avec une de ses lointaines parentes, la princesse Helena Illona (Jelena Lijepa), fille du roi Béla Ier de Hongrie et sœur de Ladislas Ier de Hongrie. À travers elle, il était lié non seulement à la famille royale de Hongrie mais aussi à celles de Pologne, Danemark, Bulgarie et de l'Empire byzantin. Leur fils unique Radovan étant décédé en bas âge, la guerre de succession du trône repris de plus belle après la mort sans héritier de Dmitar Zvonimir. Leur fille Claudia, qui était mariée au voïvode de Lapcani Lika, n'était pas éligible au trône.
Le roi Dmitar Zvonimir est d'abord enterré dans la cathédrale Sainte-Marie à Knin, puis transporté à Salone. Il a pour successeur Étienne II de Croatie - le dernier de la dynastie des Trpimirović - qui meurt en 1091, à la suite de quoi Ladislas Ier de Hongrie devient le meilleur candidat à la succession.